# Last Crusade - Les Gardiens de la relique
Pour les articles homonymes, voir Pilgrimage et Pilgrimage (film, 1972).
Pour plus de détails, voir Fiche technique et Distribution.
Pilgrimage est un thriller médiéval irlandais réalisé par Brendan Muldowney sorti en 2017 au festival du film de Tribeca dans la section "Viewpoints".

## Fiche technique
- Titre original : Pilgrimage
- Titre français : Last Crusade - Les Gardiens de la relique
- Réalisation : Brendan Muldowney
- Scénario : Jamie Hannigan
- Photographie : Tom Comerford
- Montage : Mairead McIvor
- Musique : Stephen McKeon
- Pays d'origine : Irlande
- Langue originale : anglais
- Format : couleur
- Genre : thriller médiéval
- Durée : 96 minutes
- Dates de sortie :
  - États-Unis : 23 avril 2017 (festival du film de Tribeca)
  - Belgique : 2 août 2017
  - France : 16 octobre 2025 (DVD)

## Distribution

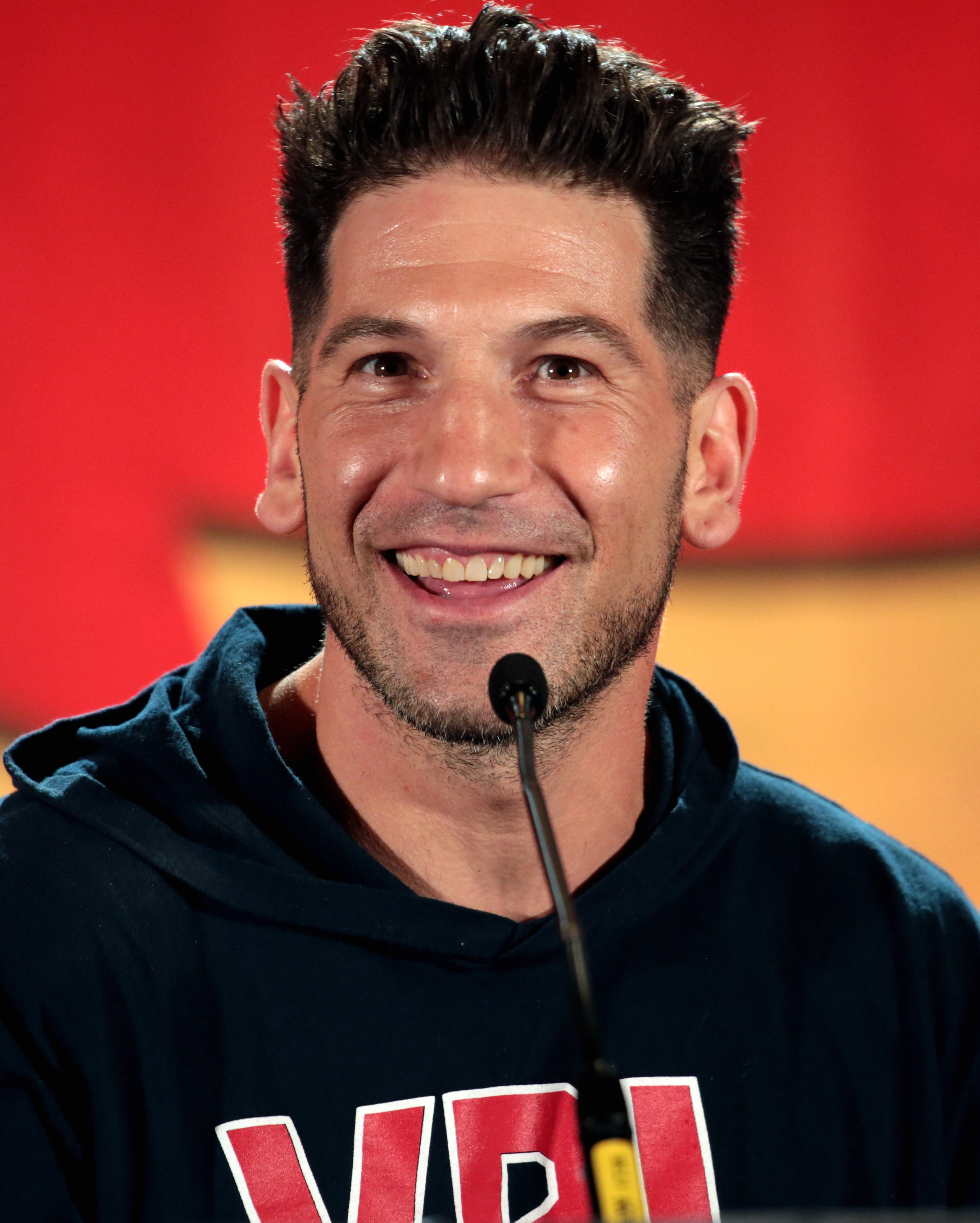
Jon Bernthal, au Phoenix Comic-Con 2017.

- Tom Holland : Frère Diarmuid, le novice
- Richard Armitage : Raymond De Merville
- Jon Bernthal : le muet
- John Lynch : Frère Ciarán, l'herboriste
- Stanley Weber : Frère Geraldus, le cistercien
- Éric Godon : Baron De Merville
- Hugh O'Conor : Frère Cathal
- Rúaidhrí Conroy : Frère Rua
- Donncha Crowley : l'abbé
- Peter Cosgrove : le guerrier gaélique
- Lochlann O'Mearáin : Lopsided
- Tristan McConnell : Dugald
- David O'Reilly[Lequel ?]: Greybeard
- Gaëtan Wenders : Fournier
- Eoin Geoghegan : Barbe rousse - Crovderg
- Tony Condren : Tête de loup
- Diarmuid de Faoite : le capitaine
- Gary Byrne : The Mate
- Nikos Karathanos : Saint Matthias
- Akilas Karazisis : le tueur
- Jean Law : la femme celtique (non créditée)
- Padraig O'Toole : un soldat Normand (non crédité)